# Brigitte Nganaye
Brigitte Nganaye (* 28. Oktober 1973) ist eine ehemalige zentralafrikanische Mittelstreckenläuferin, die sich auf den 800- und 1500-Meter-Lauf spezialisiert hatte.
Sie trat bei den Olympischen Sommerspielen 1992 in Barcelona an. In den Wettläufen über 800 m und 1500 m schied sie in den Vorläufen aus.